# Ernst Wilhelm Nay
Ernst Wilhelm Nay (11. června 1902, Berlín, Německo - 8. dubna 1968, Kolín nad Rýnem, Německo) byl německý malíř a grafik klasické moderny. Patří k nejpřednějším umělcům německého poválečného umění. V letech 1925-1928 studoval na akademii výtvarných umění v Berlíně. Byl jedním z mnoha německých umělců, jejichž dílo bylo v roce 1933 odsouzeno jako zvrhlé umění a v roce 1937 vystaveno na výstavě Entartete Kunst v Mnichově. Zemřel na selhání srdce ve věku 66. let.